# Dinastia Piast
La dinastia Piast és una descendència de reis i de ducs que van governar Polònia des de la seva aparició en tant que Estat independent fins al 1370. Els descendents dels Piast van continuar regnant sobre els diferents ducats que provenien de la fragmentació del territori polonès, a Masòvia fins al 1526 i a Silèsia fins al 1675.
Piast és l'avantpassat llegendari d'aquests nobles. El seu nom és mencionat per primera vegada en la Crònica dels ducs polonesos (Gesta principum Polonorum) de Gallus Anonymus, escrita cap a 1113. Encara que provinent d'una història semi-llegendària, els ducs i els reis es consideraven els descendents de Piast. Foren historiadors del segle xvii els primers qui començaren a parlar d'ells com la dinastia Piast.